# Музей пива (Львов)
Музе́й пивоваре́ния во Львове открылся 14 октября 2005 года, в день 290-й годовщины со дня основания «Львовской пивоварни». Это первый на Украине музей пивоварения. Адрес: Львов, улица Клепаровская, 18.
Музей занимает площадь 600 квадратных метров полуподвальных площадей Львовского пивзавода. Экспозиция музея рассказывает об истории пивоварения во Львове и о Львовской пивоварне. В экспозиции представлены макеты и настоящие орудия труда пивоваров прошлого и настоящего, коллекции пивных бочек и бутылок, образцы рекламы, технологические книги пивоварения конца XIX века, в целом свыше трех сотен экспонатов. Особое место среди всех экспонатов занимает 10-литровый бокал Роберта Домса, акционера пивоварни.
Для посетителей музея предусмотрена возможность просмотра видеофильма о Львовской пивоварне, а также посещения дегустационного зала, работает сувенирная лавочка. Из музея есть переход к пивному ресторану «Хмельной дом Роберта Домса», который расположен в бывших пивных подземельях.
Первое письменное упоминание о львовском пиве датируется 1384 годом. Некий Ганко Клепер купил пивное производство в Краковском предместье Львова, и по его имени стала называться местность — Клепаров, где ныне размещаются и Львовская пивоварня и Музей пива. В советское время львовское пиво (в том числе популярных сортов «жигулёвское» и «львовское») пользовалось большим спросом, его производство значительно выросло.